# 杨梅黄酮
杨梅黄酮（Myricetin）是一种天然的黄酮醇，是存在于许多水果、蔬菜、浆果及药材等植物中的黄酮类化合物。杨梅黄酮是红葡萄酒中的酚类化合物之一。
杨梅黄酮可抗氧化。体外研究表明，高浓度的杨梅黄酮可降低低密度脂蛋白胆固醇。芬兰的一项研究发现，高杨梅黄酮摄入的人群其前列腺癌的发生率较低。
一项历时8年的研究发现，山柰酚、槲皮素和杨梅黄酮可降低吸烟者患胰腺癌的风险。

## 代谢

### 成苷
- 杨梅苷，杨梅黄酮鼠李糖苷
- 杨梅黄酮-3-O-芸香苷

### O-甲基化
杨梅黄酮经杨梅黄酮-O-甲基转移酶可生成西伯利亚落叶松黄酮。